# Mamá mechona
Mamá mechona était une telenovela chilienne diffusé en 2014 sur Canal 13.

## Acteurs et personnages
- Sigrid Alegría : Macarena Muñoz
- Álvaro Espinoza : Andrés Mora
- Carolina Varleta : Leticia Mora
- Paulo Brunetti : Rafael Amenábar
- Begoña Basauri : Silvana Cancino
- Pablo Schwarz : Reinaldo García
- Katyna Huberman : Marisol Cancino
- Álvaro Gómez : Agustín Valdivia "El Perro"
- Paula Sharim : Yolanda Fuentes
- Mariana Derderián : Lilian "Lily" Marín
- Hernán Contreras : Sebastián Mora
- Simón Pesutic : Benjamín Keller
- Alonso Quintero : Emmanuel Peña
- Constanza Piccoli : Millaray Valdebenito
- Francisca Walker : Paula Alcaíno
- Jaime Artus : Nicolás Alvear
- Daniela Nicolás : Rebeca Lorenzini
- Samuel González : Alejandro Reyes
- Dominique Gallego : Ignacia Novoa
- Catalina Castelblanco : Olivia Mora
- María Jesús Montané : Paz García
- Matías Silva : Pablo Mora
- Teresita Commentz : Colomba Castillo
- Gaspar Vigneaux : Guillermo "Memo" García

### Participations spéciales
- Liliana García : Aurora
- Felipe Armas : Raúl
- María José Prieto : Valeria
- Mónica Godoy : Bárbara
- María Gracia Subercaseaux : Daniella
- Catherine Mazoyer : Margarita
- Marcela del Valle : Macaruchi
- Javier Castillo : Tomás

## Diffusion internationale
- Canal 13

### Sources
- (es) Cet article est partiellement ou en totalité issu de l’article de Wikipédia en espagnol intitulé « Mamá mechona (telenovela) » (voir la liste des auteurs).